# Coupe de Côte d'Ivoire
La Coupe de Côte d'Ivoire è la principale manifestazione calcistica ad eliminazione diretta a cui partecipano le squadre ivoriane.

## Finali
| Stagione | Campione                      | Risultato         | Finalista                     |
| -------- | ----------------------------- | ----------------- | ----------------------------- |
| 1960     | Espoir de Man                 | 6 – 1             | Réveil Club de Daloa          |
| 1961     | Africa Sports National        | 2 – 1             | Stade d'Abidjan               |
| 1962     | ASEC Mimosas                  | 4 – 2             | Africa Sports National        |
| 1963     | Jeunesse Club d'Abidjan       | 2 – 1             | Union S. Man                  |
| 1964     | Africa Sports National        | 1 – 0             | AS RAN (Agboville)            |
| 1967     | ASEC Mimosas                  | 2 – 1             | Stella Club d'Adjamé          |
| 1968     | ASEC Mimosas                  | 3 – 2             | Stade d'Abidjan               |
| 1969     | ASEC Mimosas                  | 2 – 2 (2-1 pen.)  | Africa Sports National        |
| 1970     | ASEC Mimosas                  | 2–2, 0–0, 2–1     | Stella Club d'Adjamé          |
| 1971     | Stade d'Abidjan               | 4 – 1             | Sporting Club de Gagnoa       |
| 1972     | ASEC Mimosas                  | 2 – 1             | Stade d'Abidjan               |
| 1973     | ASEC Mimosas                  | 2 – 1             | Stella Club d'Adjamé          |
| 1974     | Stella Club d'Adjamé          | 2 – 0             | Africa Sports National        |
| 1975     | Stella Club d'Adjamé          | 1 – 1 (4-2 pen.)  | Sporting Club de Gagnoa       |
| 1976     | Stade d'Abidjan               | 3 – 3 (4-2 pen.)  | ASEC Mimosas                  |
| 1977     | Africa Sports National        | 1 – 1 (4-3 pen.)  | Alliance Bouaké               |
| 1978     | Africa Sports National        | 1 – 1 (3-1 pen.)  | Sporting Club de Gagnoa       |
| 1979     | Africa Sports National        | 6 – 2             | Sporting Club de Gagnoa       |
| 1980     | Réveil Club de Daloa          | 2 – 1             | Stella Club d'Adjamé          |
| 1981     | Africa Sports National        | 2 – 1             | Stella Club d'Adjamé          |
| 1982     | Africa Sports National        | 1 – 0             | ES Senou                      |
| 1983     | ASEC Mimosas                  | 2 – 0             | USC Bassam                    |
| 1984     | Stade d'Abidjan               | 2 – 0             | Sporting Club de Gagnoa       |
| 1985     | Africa Sports National        | 3 – 0             | Sporting Club de Gagnoa       |
| 1986     | Africa Sports National        | 1 – 0             | ASEC Mimosas                  |
| 1987     | ASC Bouaké                    | 2 – 1             | EECI                          |
| 1988     | ASI Abengourou                | 2 – 1             | Stade d'Abidjan               |
| 1989     | Africa Sports National        | 2 – 1             | AS Sotra                      |
| 1990     | ASEC Mimosas                  | 2 – 0             | Sporting Club de Gagnoa       |
| 1993     | Africa Sports National        | 2 – 1             | ASC Bouaké                    |
| 1994     | Stade d'Abidjan               | 4 – 2             | Africa Sports National        |
| 1995     | ASEC Mimosas                  | 2 – 0             | Stade d'Abidjan               |
| 1996     | Société Omnisports de l'Armée | 0 – 0 (10-9 pen.) | Africa Sports National        |
| 1997     | ASEC Mimosas                  | 4 – 0             | Africa Sports National        |
| 1998     | Africa Sports National        | 3 – 0             | Stade d'Abidjan               |
| 1999     | ASEC Mimosas                  | 5 – 0             | Séwé Sports de San Pédro      |
| 2000     | Stade d'Abidjan               | 2 – 1             | ASEC Mimosas                  |
| 2001     | Alliance Bouaké               | 2 – 0             | ASC Bouaké                    |
| 2002     | Africa Sports National        | 2 – 0             | RFC Daoukro                   |
| 2003     | ASEC Mimosas                  | 1 – 1 (4-2 pen.)  | Africa Sports National        |
| 2004     | Club Omnisports de Bouaflé    | 2 – 1             | Stade d'Abidjan               |
| 2005     | ASEC Mimosas                  | 1 – 0             | Séwé Sports de San Pédro      |
| 2006     | Issia Wazi                    | 1 - 0             | Société Omnisports de l'Armée |
| 2007     | ASEC Mimosas                  | 3 – 0             | Issia Wazi                    |
| 2008     | ASEC Mimosas                  | 1 – 0             | Jeunesse Club d'Abidjan       |
| 2009     | Africa Sports National        | 2 – 1             | ASEC Mimosas                  |
| 2010     | Africa Sports National        | 2 – 0             | Jeunesse Club d'Abidjan       |
| 2011     | ASEC Mimosas                  | 1 – 1 (5-4 pen.)  | ASI Abengourou                |
| 2012     | Stella Club d'Adjamé          | 1 – 0             | Séwé Sports de San Pedro      |
| 2013     | ASEC Mimosas                  | 0 – 0 (5-4 pen.)  | Stella Club d'Adjamé          |
| 2014     | ASEC Mimosas                  | 2 – 1             | Séwé Sports de San Pedro      |
| 2015     | Africa Sports National        | 1 – 0             | Club Omnisports de Bouaflé    |
| 2016     | Séwé Sports                   | 2 – 1             | ASEC Mimosas                  |
| 2017     | Africa Sports National        | 3 – 0             | AS Tanda                      |
| 2018     | ASEC Mimosas                  | 1 – 1 (5-3 pen.)  | Stade d'Abidjan               |

## Vittorie per squadra
| Club                   | Vittorie | 2° | Stagioni |
| ---------------------- | -------- | -- | --- |
| ASEC Mimosas (Abidjan) | 20       | 5  | 1962, 1967, 1968, 1969, 1970, 1972, 1973, 1983, 1990, 1995, 1997, 1999, 2003, 2005, 2007, 2008, 2011, 2013, 2014, 2018 |
| Africa Sports          | 17       | 8  | 1961, 1964, 1977, 1978, 1979, 1981, 1982, 1985, 1986, 1989, 1993, 1998, 2002, 2009, 2010, 2015, 2017                   |
| Stade d'Abidjan        | 5        | 8  | 1971, 1976, 1984, 1994, 2000                                                                                           |
| Stella Adjamé          | 3        | 6  | 1974, 1975, 2012 |
| Séwé Sports            | 1        | 4  | 2016 |
| Bouaké                 | 1        | 2  | 1987 |
| Jeunesse d'Abidjan     | 1        | 2  | 1963 |
| Alliance Bouaké        | 1        | 1  | 2001 |
| Abengourou             | 1        | 1  | 1988 |
| Daloa                  | 1        | 1  | 1980 |
| Issia Wazi             | 1        | 1  | 2006 |
| SOA                    | 1        | 1  | 1996 |
| CO Bouaflé             | 1        | 1  | 2004 |
| Espoir de Man          | 1        | -  | 1960 |
| Gagnoa                 | -        | 7  | ----- |
| RAN (Agboville)        | -        | 1  | ----- |
| Sotra                  | -        | 1  | ----- |
| EECI                   | -        | 1  | ----- |
| Senou1                 | -        | 1  | ----- |
| Daoukro                | -        | 1  | ----- |
| Union S. Man           | -        | 1  | ----- |
| Bassam                 | -        | 1  | ----- |
| Tanda                  | -        | 1  | ----- |